# La tavola dell'Alleanza
La Tavola dell'alleanza è un progetto che comprende una serie di performance itineranti ideate dall'artista palermitana Daniela Papadia. L'opera ha avuto l'Adesione del Presidente della Repubblica e la sua Medaglia di Rappresentanza per l'alto valore sociale e artistico. Ha inoltre il patrocinio del Ministero dei Beni Culturali, del Ministero di Grazia e Giustizia, del Pontificio Consilium Pro Famiglia e dell'Assessorato alla Cultura del Comune di Roma.
La prima performance è avvenuta il 12 giugno 2014, all'interno della Casa Circondariale di Rebibbia a Roma. Lì si è svolta una cena per 36 ospiti, rappresentanti del mondo della cultura, dell'arte, della scienza e della spiritualità. Al centro della scena, una tavola coperta da un arazzo, dove è stata ricamata a mano l'intera mappatura del genoma umano. L'arazzo è stato ricamato da sei detenute di diversa nazionalità, mentre la cena è stata preparata dalla chef stellata Cristina Bowerman. Nell'occasione di Rebibbia ci sono stati interventi di: Pietro Grasso (Presidente del Senato), Donato Marra (Segretario Generale della Presidenza della Repubblica), Gianni Soldati (Fondazione Cellule Staminali Svizzera), Lamberto Maffei (Presidente Accademia dei Lincei), Ida del Grosso (direttore Rebibbia femminile) e Paolo Briguglia che ha letto una poesia donata da Erri De Luca.
La seconda performance è avvenuta a Roma, in Piazza del Campidoglio il 6 novembre 2015. In quell'occasione è stato esposto nella Piazza l'arazzo con ricamato il genoma umano. L'opera è stata esposta anche a Miami e a Londra.
Al fine di raccontare l'opera di Daniela Papadia è stato realizzato un documentario dall'omonimo titolo, la regia è di Francesco Miccichè. Il documentario è stato presentato il 5 giugno 2015 a Miami per il Women's International Film & Art Festival. e ha fatto parte lo stesso anno della selezione ufficiale del Peace on Earth Film Festival di Chicago.
Del 2018 è il progetto Il Filo dell'alleanza, realizzato in Cisgiordania e Israele, finanziato dal programma "Italia Culture, Mediterraneo" del Ministero degli Esteri Italiano e realizzato da WISH. Nel nuovo arazzo è rappresentata una mappa del mediterraneo con all'interno la rappresentazione grafica di alcuni geni del sangue. La collaborazione scientifica è di Riccardo Cassiani Ingoni. Del progetto è stato realizzato un documentario prodotto dall'Istituto Luce e RReporter e diretto da Francesco Miccichè. Il documentario Il Filo dell'Alleanza è stato presentato al SalinaDocFest 2019 ed è uscito in dvd a marzo 2020, distribuito da Istituto Luce Cinecittà. All'interno dello stesso Dvd c'è anche il documentario La tavola dell'Alleanza.